# Llista de cràters de (951) Gaspra
En aquest article només es mostra els noms oficials aprovats per la Unió Astronòmica Internacional (UAI).
Aquesta és una llista de cràters amb nom de (951) Gaspra, un asteroide del cinturó principal del tipus S descobert per l'astrònom Grigori Neúimin (1886-1946) el 1916 Tots els cràters han estat identificats durant la missió de la sonda espacial Galileo, l'única que ha arribat fins ara a (951) Gaspra.
El 2019, els 31 cràters amb nom de (951) Gaspra representaven el 0,56% dels 5475 cràters amb nom del Sistema Solar. Altres cossos amb cràters amb nom són Amaltea (2), Ariel (17), Cal·listo (142), Caront (6), Ceres (115), Dàctil (2), Deimos (2), Dione (73), Encèlad (53), Epimeteu (2), Eros (37), Europa (41), Febe (24), Fobos (17), Ganímedes (132), Hiperió (4), Ida (21), Itokawa (10), Janus (4), Japet (58), Lluna (1624), Lutècia (19), Mart (1124), Mathilde (23), Mercuri (402), Mimas (35), Miranda (7), Oberó (9), Plutó (5), Proteu (1), Puck (3), Rea (128), Šteins (23), Tebe (1), Terra (190), Tetis (50), Tità (11), Titània (15), Tritó (9), Umbriel (13), Venus (900), i Vesta (90).

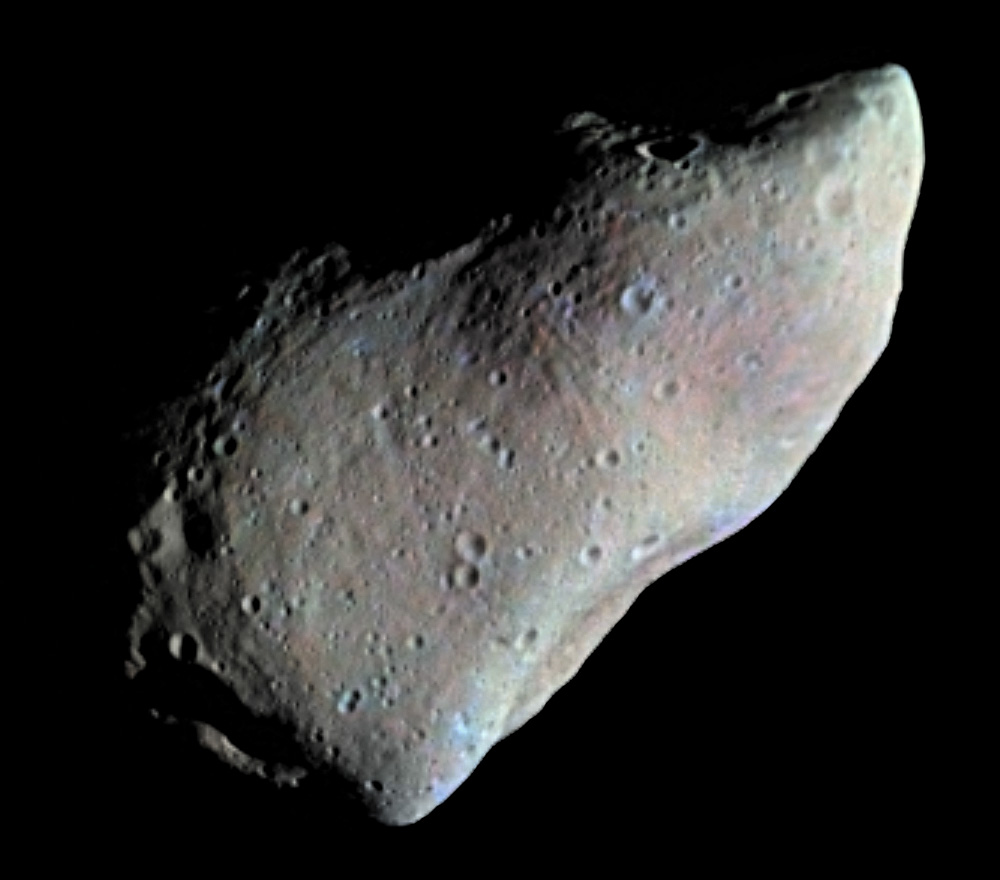
Imatge de (951) Gaspra

## Llista
Els cràters de (951) Gaspra porten el nom de Balnearis del món.
| Cràter       | Coordenades                            | Diàmetre (km) | Epònim | Ref.  |
| ------------ | -------------------------------------- | ------------- | --- | ----- |
| Aix          | 47° 54′ N, 160° 18′ O / 47.9°N,160.3°O | 0,60          | Ais de Provença (França).                                                                                            | WGPSN |
| Alupka       | 65° N, 65° O / 65°N,65°O               | 0,30          | Alupka (Ucraïna). | WGPSN |
| Baden-Baden  | 46° N, 55° O / 46°N,55°O               | 0,30          | Baden-Baden (Alemanya).                                                                                              | WGPSN |
| Badgastein   | 25° N, 3° O / 25°N,3°O                 | 0,40          | Badgastein (Àustria).                                                                                                | WGPSN |
| Bagnoles     | 55° N, 122° O / 55°N,122°O             | 0,40          | Banhòlas (França).                                                                                                   | WGPSN |
| Bath         | 13° 24′ N, 9° 42′ O / 13.4°N,9.7°O     | 0,90          | Bath (Regne Unit).                                                                                                   | WGPSN |
| Beppu        | 3° 54′ N, 58° 24′ O / 3.9°N,58.4°O     | 0,60          | Beppu (Japó). | WGPSN |
| Brookton     | 27° 42′ N, 103° 18′ O / 27.7°N,103.3°O | 0,30          | Brookton (Estats Units d'Amèrica).                                                                                   | WGPSN |
| Calistoga    | 30° N, 2° O / 30°N,2°O                 | 1,20          | Calistoga (Estats Units d'Amèrica).                                                                                  | WGPSN |
| Carlsbad     | 29° 42′ N, 88° 48′ O / 29.7°N,88.8°O   | 0,50          | Karlovy Vary (Txèquia).                                                                                              | WGPSN |
| Charax       | 8° 36′ N, 0° 00′ E / 8.6°N,-0°E        | 0,90          | Charax, fortalesa romana a Gaspra (Ucraïna). Aquest cràter s'utilitza per definir el primer meridià de (951) Gaspra. | WGPSN |
| Helwan       | 22° 24′ N, 118° 54′ O / 22.4°N,118.9°O | 0,40          | Helwan (Egipte). | WGPSN |
| Ixtapan      | 11° 54′ N, 86° 54′ O / 11.9°N,86.9°O   | 0,70          | Ixtapan de la Sal (Mexic).                                                                                           | WGPSN |
| Katsiveli    | 55° N, 65° O / 55°N,65°O               | 0,30          | Katsiveli (Ucraïna).                                                                                                 | WGPSN |
| Krynica      | 49° N, 35° O / 49°N,35°O               | 0,40          | Krynica (Pollònia).                                                                                                  | WGPSN |
| Lisdoonvarna | 16° 30′ N, 358° 06′ O / 16.5°N,358.1°O | 0,40          | Lisdoonvarna (Irlanda).                                                                                              | WGPSN |
| Loutraki     | 42° N, 140° O / 42°N,140°O             | 0,40          | Loutraki (Grècia).                                                                                                   | WGPSN |
| Mandal       | 23° 30′ N, 46° 30′ O / 23.5°N,46.5°O   | 0,10          | Mandal (Noruega). | WGPSN |
| Manikaran    | 62° N, 155° O / 62°N,155°O             | 0,50          | Manikaran (Índia).                                                                                                   | WGPSN |
| Marienbad    | 35° 24′ N, 81° 48′ O / 35.4°N,81.8°O   | 0,60          | Marienbad (Txèquia).                                                                                                 | WGPSN |
| Miskhor      | 15° 00′ N, 65° 54′ O / 15°N,65.9°O     | 0,50          | Miskhor (Ucraïna).                                                                                                   | WGPSN |
| Moree        | 15° 06′ N, 164° 24′ O / 15.1°N,164.4°O | 0,70          | Moree (Austràlia).                                                                                                   | WGPSN |
| Ramlösa      | 15° 00′ N, 4° 54′ O / 15°N,4.9°O       | 0,70          | Ramlösa (Suècia). | WGPSN |
| Rio Hondo    | 31° 42′ N, 20° 42′ O / 31.7°N,20.7°O   | 0,60          | Rio Hondo (Argentina).                                                                                               | WGPSN |
| Rotorua      | 18° 48′ N, 30° 42′ O / 18.8°N,30.7°O   | 0,50          | Rotorua (Nova Zelanda).                                                                                              | WGPSN |
| Saratoga     | 50° N, 270° O / 50°N,270°O             | 2,80          | Saratoga (Estats Units d'Amèrica).                                                                                   | WGPSN |
| Spa          | 51° 30′ N, 152° 00′ O / 51.5°N,152°O   | 1,60          | Spa (Bèlgica). | WGPSN |
| Tang-Shan    | 59° N, 256° O / 59°N,256°O             | 2,10          | Tang-Shan (Xina). | WGPSN |
| Yalova       | 29° N, 10° O / 29°N,10°O               | 0,40          | Yalova (Turquia). | WGPSN |
| Yalta        | 57° 36′ N, 261° 18′ O / 57.6°N,261.3°O | 1,40          | Yalta (Ucraïna). | WGPSN |
| Zohar        | 23° N, 118° O / 23°N,118°O             | 0,40          | Zohar (Israel). | WGPSN |